# 중력 에너지

지구의 중력장을 나타내는 그림. 물체는 지구를 향해 가속되어 중력 에너지를 잃고 운동 에너지로 변환된다.

중력 에너지(영어: Gravitational energy) 또는 중력 위치 에너지(영어: gravitational potential energy)는 질량을 가진 물체가 중력장 내 위치의 중력 퍼텐셜로 인해 가지는 위치 에너지이다. 수학적으로, 이는 질량을 필드를 생성하는 질량으로부터 선택된 기준점(종종 "무한 거리")에서 필드 내의 다른 지점으로 가져오기 위해 중력에 대항하여 수행되어야 하는 최소 기계적 일이며, 이는 물체가 서로를 향해 자유 낙하할 때 운동 에너지의 변화량과 같다. 중력 위치 에너지는 두 물체가 서로 멀어질수록 증가하며, 서로를 향해 낙하하도록 허용되면 운동 에너지로 변환된다.

## 정의
두 쌍으로 상호 작용하는 점 입자의 경우, 중력 위치 에너지 {\displaystyle U}는 외부 행위자가 질량을 준정적으로 모으기 위해 해야 하는 일이다(이는 중력장이 질량에 하는 일과 정확히 반대이다):
{\displaystyle U=-W_{g}=-\int {\vec {F}}_{g}\cdot d{\vec {r}}}
여기서 {\textstyle d{\vec {r}}}은 질량의 변위 벡터이고, {\displaystyle {\vec {F_{g}}}}는 질량에 작용하는 중력이며, {\textstyle \cdot }은 스칼라곱을 나타낸다.

## 고전역학
고전역학에서 두 개 이상의 질량은 항상 중력 퍼텐셜을 갖는다. 에너지 보존 법칙에 따르면 이 중력장 에너지는 항상 음수여야 하며, 물체가 무한히 멀리 떨어져 있을 때 0이 된다. 중력 위치 에너지는 물체가 중력장 내에 있기 때문에 가지는 위치 에너지이다.
점 질량 {\displaystyle m}이 다른 점 질량 {\displaystyle M}의 존재로 인해 거리 {\displaystyle r}에서 경험하는 중력의 크기와 방향은 뉴턴의 중력 법칙에 의해 주어진다.
원점을 {\displaystyle M}의 위치로 취하면,{\displaystyle {\vec {F_{g}}}=-{\frac {GMm}{r^{2}}}{\hat {r}}}점 질량 {\displaystyle m}을 무한대에서 점 질량 {\textstyle M}으로부터 최종 거리 {\displaystyle R}(예: 지구의 반지름)까지 가져오는 데 중력이 한 총 일을 구하려면, 변위에 대해 힘을 적분한다:
{\displaystyle W_{g}=\int {\vec {F}}_{g}\cdot d{\vec {r}}=-\int _{\infty }^{R}{\frac {GMm}{r^{2}}}dr=\left.{\frac {GMm}{r}}\right|_{\infty }^{R}={\frac {GMm}{R}}}중력 위치 에너지는 이 과정에서 중력에 대항하여 수행해야 하는 최소 (준정적) 일이다.
{\displaystyle U=-{\frac {GMm}{R}}}

### 지구 표면에 대한 단순화된 버전
훨씬 작은 질량 {\displaystyle m}이 훨씬 큰 질량 {\displaystyle M}의 표면 근처에서 움직이는 일반적인 상황에서는 중력장이 거의 일정하므로 중력 에너지에 대한 표현을 상당히 단순화할 수 있다. 표면(중심에서 {\displaystyle R} 거리)에서 표면 위 {\displaystyle h} 높이로 이동할 때의 위치 에너지 변화는 다음과 같다.
{\displaystyle {\begin{aligned}\Delta U&={\frac {GMm}{R}}-{\frac {GMm}{R+h}}\\&={\frac {GMm}{R}}\left(1-{\frac {1}{1+h/R}}\right)\end{aligned}}}
만약 {\displaystyle h/R}이 작다면, 이는 {\displaystyle g}가 일정한 표면 근처에서 필연적이므로, 이 표현은 이항 근사를 사용하여 단순화될 수 있다.
{\frac {1}{1+h/R}}\approx 1-{\frac {h}{R}}
으로,
{\displaystyle {\begin{aligned}\Delta U&\approx {\frac {GMm}{R}}\left[1-\left(1-{\frac {h}{R}}\right)\right]\\\Delta U&\approx {\frac {GMmh}{R^{2}}}\\\Delta U&\approx m\left({\frac {GM}{R^{2}}}\right)h\end{aligned}}}
중력장 {\displaystyle g=GM/R^{2}}이므로, 이는 다음과 같이 줄어든다.
{\displaystyle \Delta U\approx mgh}
이것은 표면으로부터 높이 {\displaystyle h}를 얻을 때의 에너지 변화량이다.

## 일반 상대성이론

휘어진 측지선("세계선")을 2차원으로 묘사한 그림. 일반 상대성이론에 따르면 질량은 시공간을 왜곡시키고 중력은 뉴턴의 제1법칙의 자연스러운 결과이다. 질량은 시공간에게 어떻게 휘어야 하는지를 알려주고, 시공간은 질량에게 어떻게 움직여야 하는지를 알려준다.

일반 상대성이론에서 중력 에너지는 극히 복잡하며, 개념에 대한 단일한 합의된 정의는 없다. 때로는 란다우-리프시츠 유사텐서를 통해 모델링되며, 이는 고전역학의 에너지-운동량 보존 법칙을 유지할 수 있게 한다. 물질의 에너지-운동량 텐서를 란다우-리프시츠 유사텐서에 더하면 모든 좌표계에서 4-발산이 0이 되는 결합된 물질 및 중력 에너지 유사텐서가 생성되어 보존 법칙을 보장한다. 일부 사람들은 유사텐서가 일반 상대성이론에서 부적절하다는 이유로 이 유도에 반대하지만, 결합된 물질 및 중력 에너지 유사텐서의 발산은 텐서이다.

## 같이 보기
- 중력 결합 에너지
- 중력 퍼텐셜
- 중력 위치 에너지 저장
- 양에너지 정리